# Airbus Helicopters H145
El Airbus Helicopters H145 (anteriormente denominado Eurocopter EC145) es un helicóptero utilitario medio bimotor fabricado por la compañía europea Eurocopter. Originalmente nombrado BK 117 C2, el EC145 está basado en el MBB/Kawasaki BK 117 C1, modelo que pasó al Grupo Eurocopter en 1992 cuando la compañía se formó con la fusión de la división de helicópteros Messerschmitt-Bölkow-Blohm de Daimler-Benz y la división de helicópteros de Aérospatiale-Matra. El EC145 puede transportar hasta nueve pasajeros junto a dos tripulantes, dependiendo de la configuración del cliente, y es comercializado para transporte de pasajeros, transporte corporativo, servicios médicos de emergencia, búsqueda y rescate, y para uso privado y utilitario.

## Diseño y desarrollo

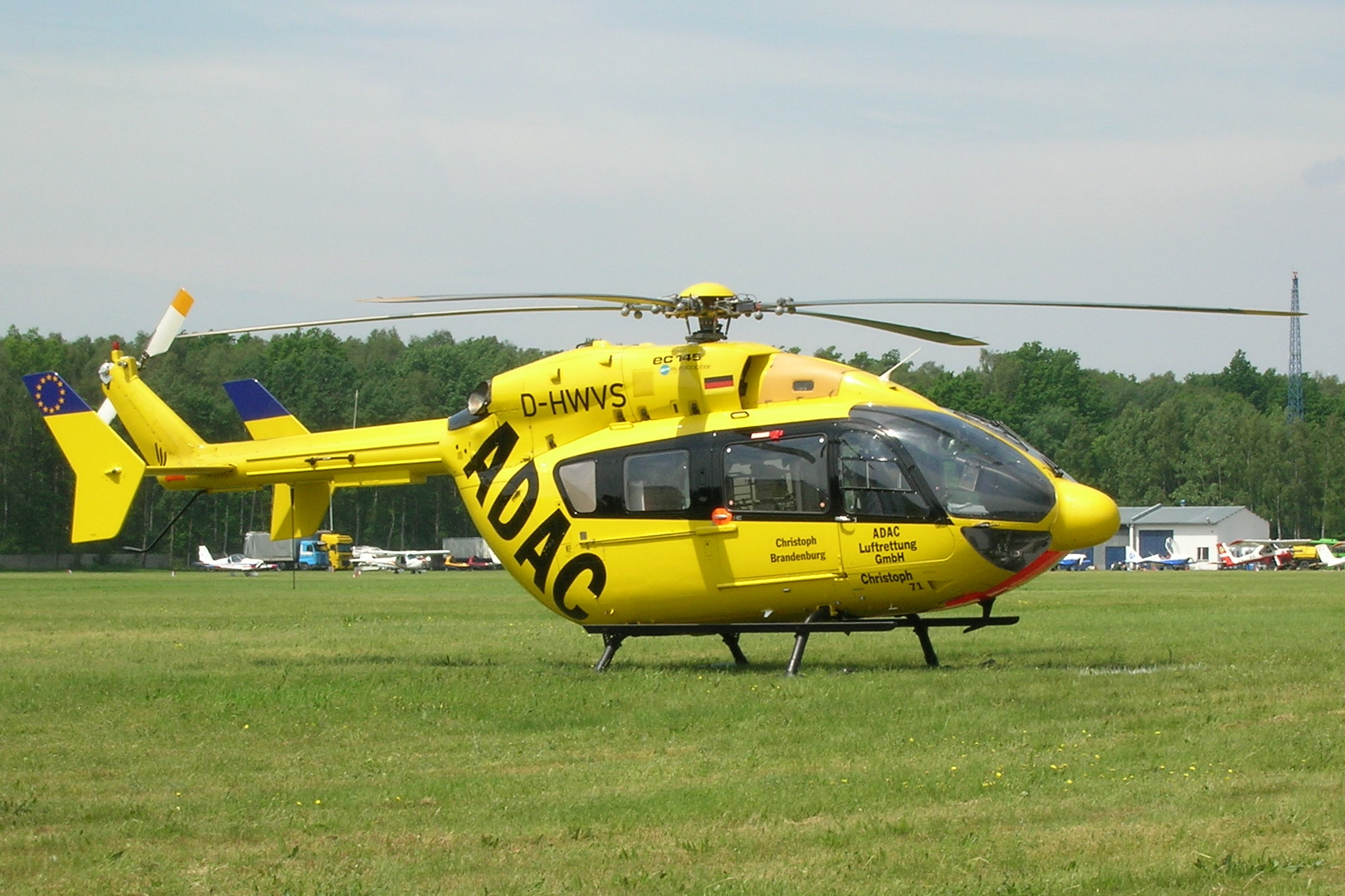
Eurocopter EC145 del servicio de rescate aéreo del automóvil club alemán (ADAC, Allgemeiner Deutscher Automobil-Club).

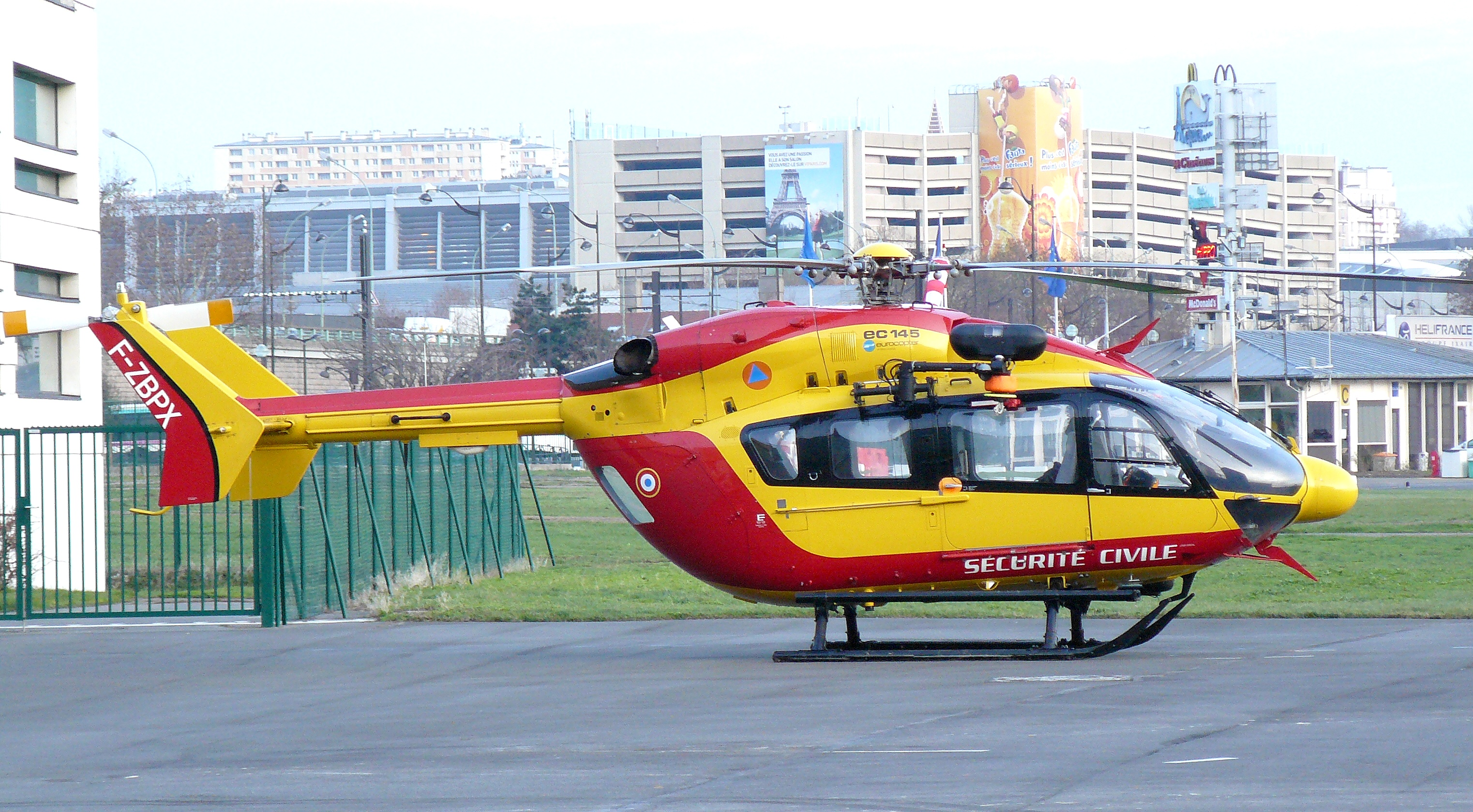
EC-145 de la Protección Civil francesa (Securité Civile).

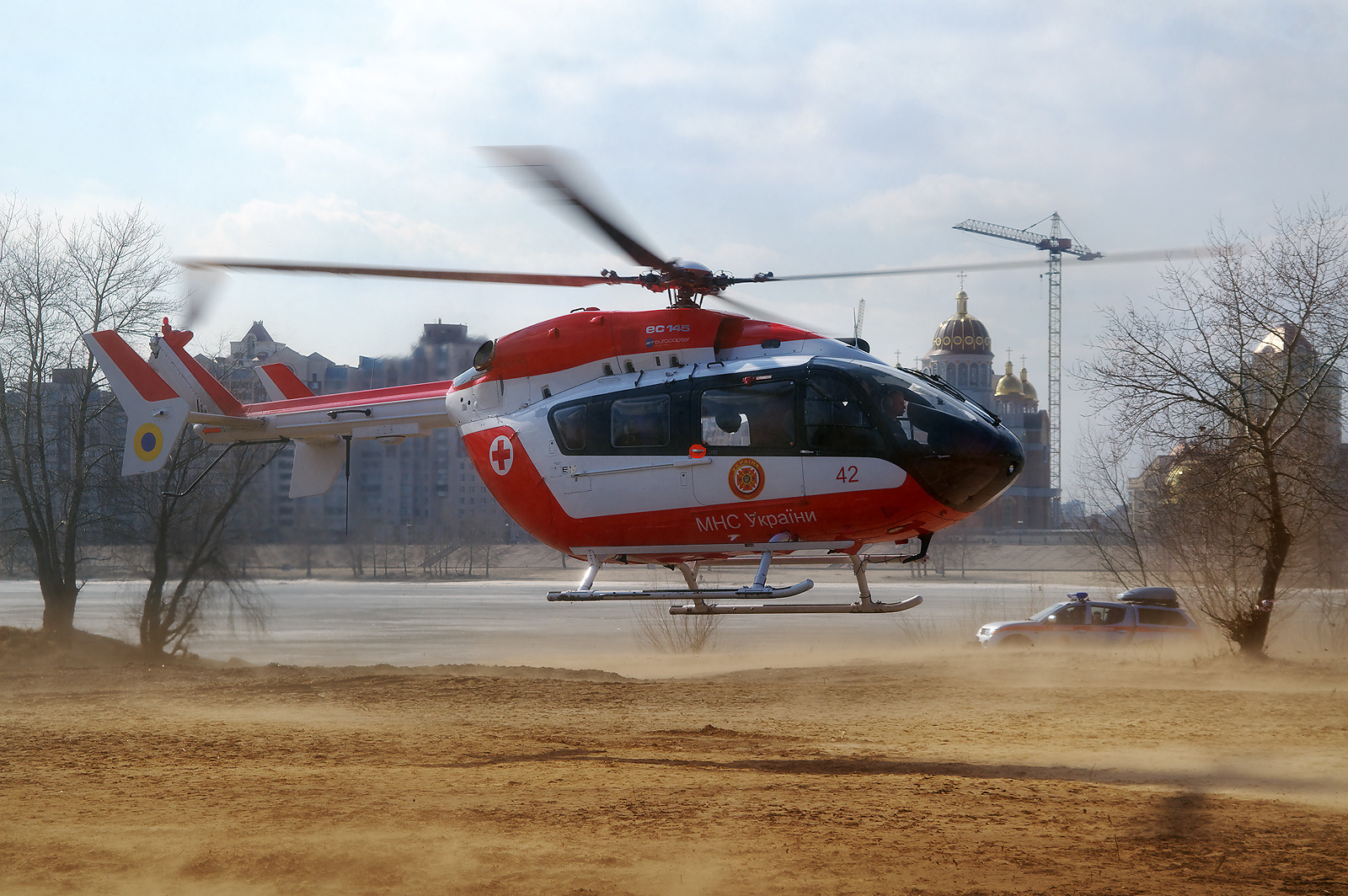
Eurocopter EC-145 del Servicio Ucrania de Rescate Aéreo.

El EC145 se desarrolló conjuntamente entre las empresas Eurocopter y Kawasaki Heavy Industries con el objetivo de incrementar el espacio en cabina y el peso máximo al despegue del BK 117 C1, a la vez que se mejoraba la aviónica del aparato con los sistemas desarrollados para el EC135. El primer prototipo, con denominación inicial BK 117 C2, realizó su primer vuelo en Donauwörth el 12 de junio de 1999, seguido por un segundo prototipo fabricado en la factoría de Kawasaki en Gifu.
En abril del año 2000, Eurocopter denominó al nuevo modelo como EC145, coincidiendo con el primer vuelo del tercer prototipo, entregándose el certificado de aeronavegabilidad por parte de las autoridades alemanas y japonesas en diciembre del mismo año.

### Uso militar
En 2006 ganó el concurso del Ejército estadounidense para adoptar un helicóptero utilitario ligero. Este gran pedido del Ejército estadounidense hizo que la versión específica se renombrara comercialmente como "UH-145". El contrato implicaba la adquisición de 322 helicópteros con opción a 30 más. El valor total (incluyendo mantenimiento y servicio) ronda los 3000 millones de dólares. Los 322 helicópteros previstos serán designados por el Departamento de Defensa de Estados Unidos como UH-72A.

### Componentes del H145M
Referencias: flugrevue

#### Electrónica
| Sistema                                              | País    | Fabricante | Notas           |
| ---------------------------------------------------- | ------- | ---------- | --------------- |
| Red de datos                                         |         |            | ARINC 429       |
| HMD                                                  | Francia | Thales     | Modelo Scorpion |
| Torreta de reconocimiento y adquisición de objetivos | Canadá  | Wescam     | Modelo MX-15    |

#### Armamento

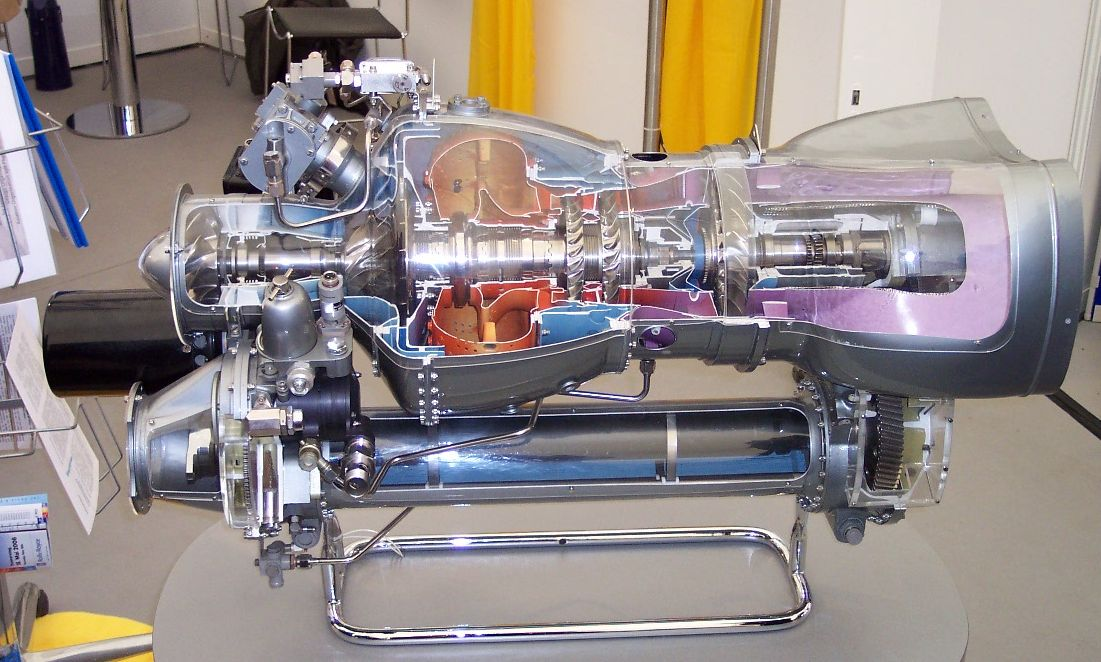
Corte esquemático del Arriel.

| Sistema                       | País           | Fabricante          | Notas                         |
| ----------------------------- | -------------- | ------------------- | ----------------------------- |
| Ametralladora (opción)        | Bélgica        | FN Herstal          | 2 × FN MAG de 7,62 mm         |
| Ametralladora (opción)        | Estados Unidos | Dillon Aero         | 2 × M134D rotativo de 7,62 mm |
| Pod de ametralladora (opción) | Bélgica        | FN Herstal          | 2 × HMP400 de 12,7 mm         |
| Pod de cañón (opción)         | Francia        | GIAT/Nexter         | 2 × NC621 de 20 mm            |
| Cohete FZ de 70mm             | Bélgica        | Forges de Zeebrugge |                               |

#### Propulsión
| Sistema | País    | Fabricante | Notas      |
| ------- | ------- | ---------- | ---------- |
| Motor   | Francia | Turbomeca  | 2 × Arriel |

## Variantes

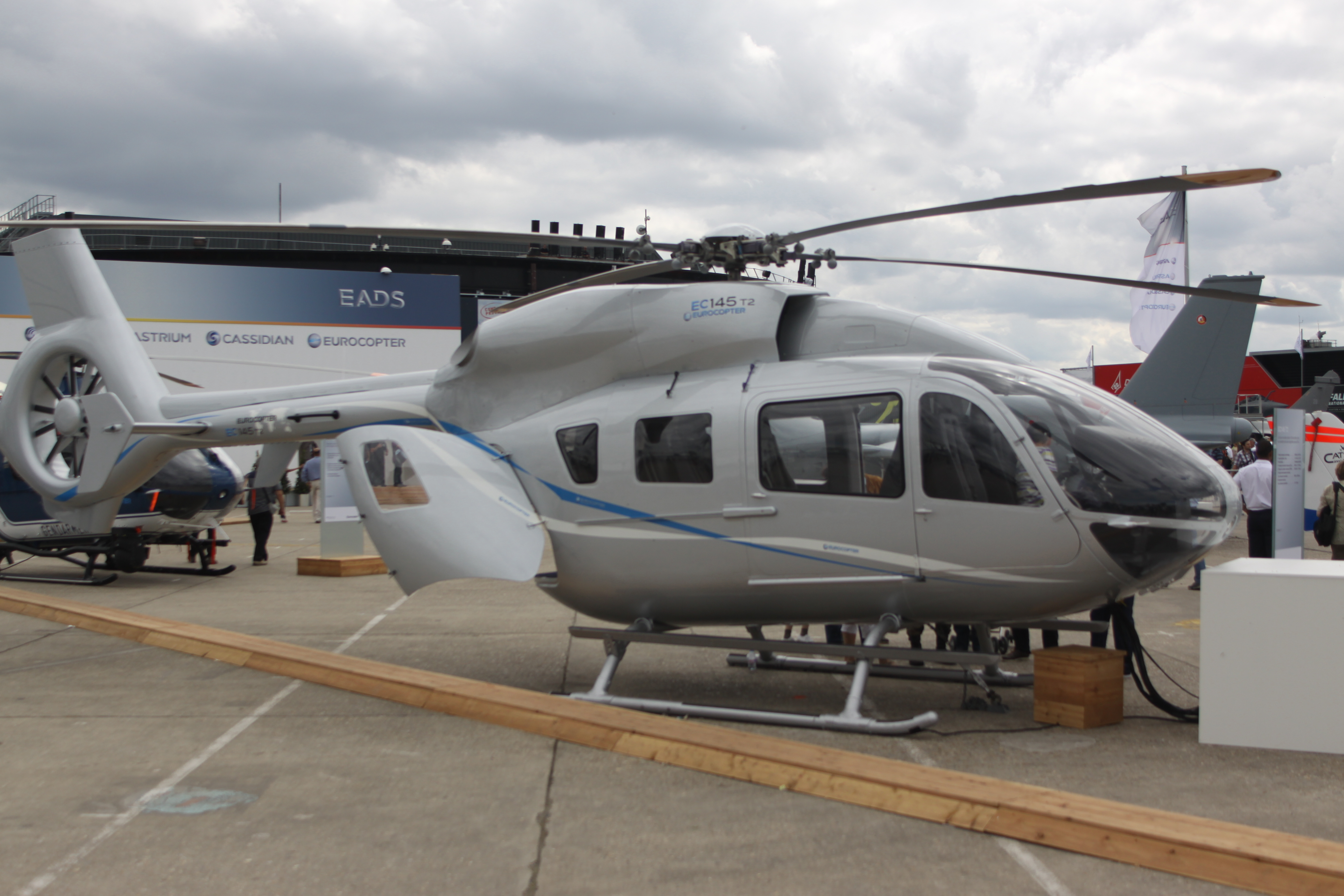
Modelo a escala real del EC-145T2 en el Salón Internacional de la Aeronáutica y el Espacio de París-Le Bourget de 2011.

EC145
Versión inicial.
EC145s
Variante para transporte vip, cuyo interior fue diseñado por Mercedes-Benz.
EC145T2
Variante modernizada con motores Turbomeca Arriel 2E, rotor de cola tipo fenestron y nueva aviónica.
UH-72A Lakota
Versión para las Fuerzas Armadas de los Estados Unidos.

## Operadores

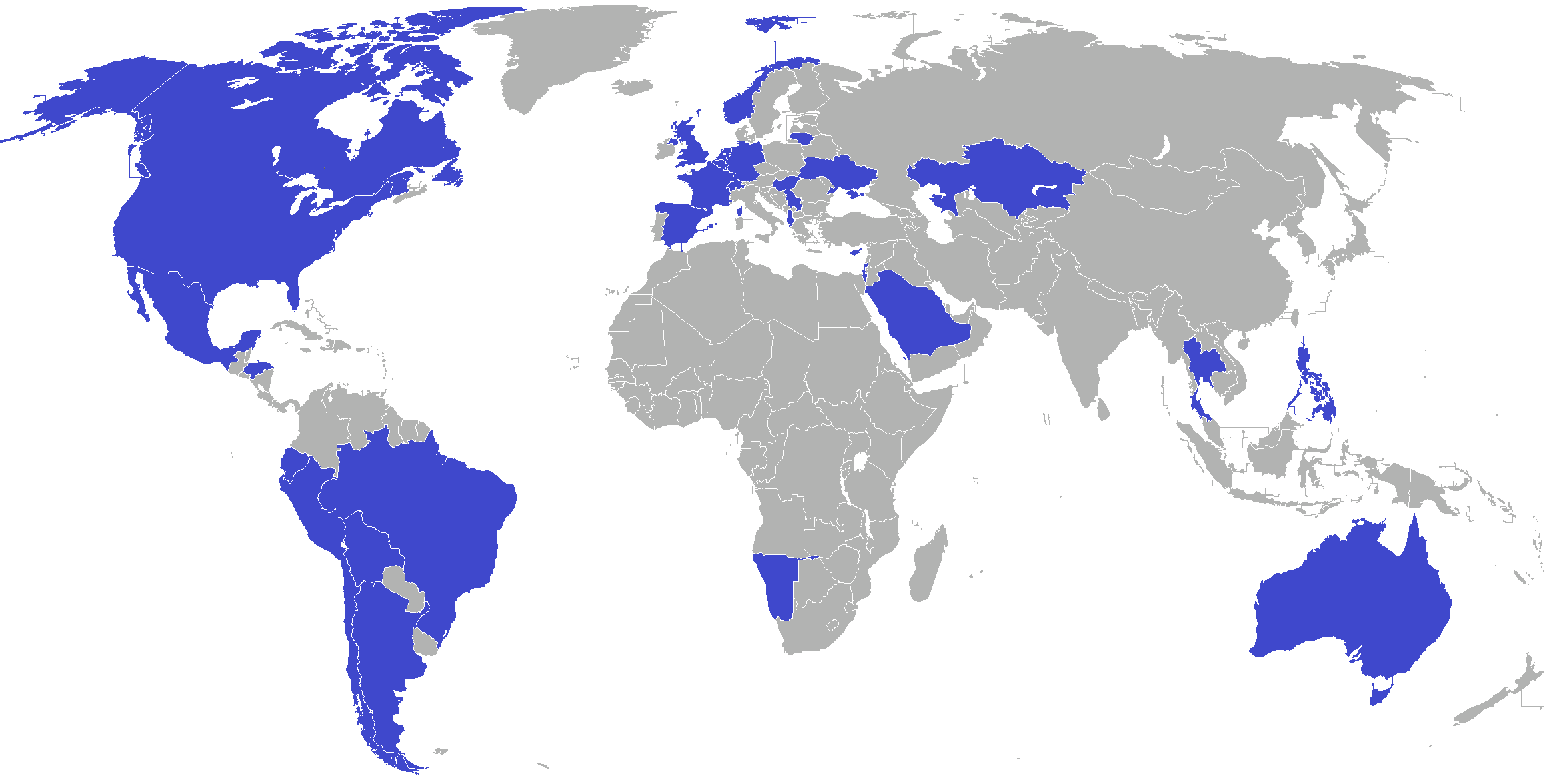
Países operadores del helicóptero Airbus H145 a nivel mundial.

El EC145 lo operan diversos operadores privados, así como organismos gubernamentales y fuerzas armadas.

### Gubernamentales
Argentina
- Policía Federal Argentina
- Policía de la Provincia de Buenos Aires
- Policía de Mendoza: 1 ejemplar (uso oficial/rescate-emergencias).
- Gobernación Santiago del Estero

 España
- SEM (Sistema de Emèrgencies Mèdiques)
- SESCAM (Servicio de Salud de Castilla-La Mancha)
- SACYL (Salud Pública de Castilla y León)
- SUC (Servicio de Urgencias Canario)
- SUMMA 112 (Servicio de Urgencias Médicas Comunidad de Madrid)

 Filipinas
- Guardacostas de Filipinas[6]

 Francia
- Gendarmería Nacional[7]

 Marruecos
- Gendarmería Real de Marruecos[8]

 Perú
- DIRAVPOL[9]
- Servicios Aéreos de los Andes SAC

 Ucrania
- Servicio Ucrania de Rescate Aéreo

### Militares
Bolivia

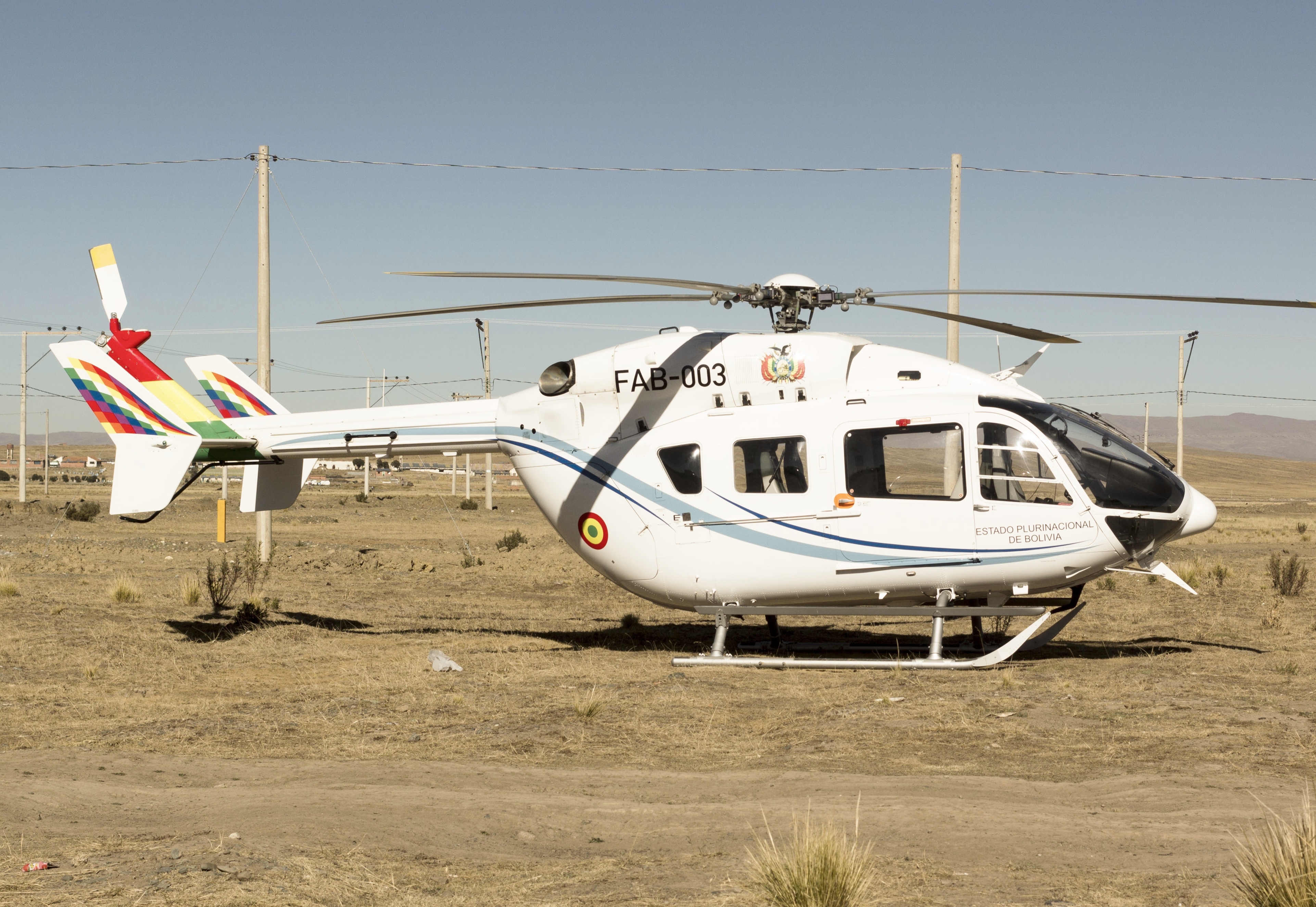
Vista de un helicóptero Airbus H145 perteneciente a la Fuerza Aérea Boliviana (FAB), utilizado para el transporte del Presidente de Bolivia dentro del territorio nacional.

- Fuerza Aérea Boliviana: 4 ejemplares. Utilizados como transporte presidencial del primer mandatario.

 Kazajistán
- Fuerza Aérea de Kazajistán: 45 unidades pedidas.[10]

 Ecuador
- Fuerza Aérea Ecuatoriana: 6 unidades pedidas. Primeras 2 unidades entregadas en octubre de 2020.[11]

 México
- Armada de México: una unidad incorporada a la flota aeronaval de la Armada de México.[12]

## Especificaciones

### Características generales
- Tripulación: Dos (pilotos)
- Capacidad: 8 pasajeros
- Longitud: 13 m (42,7 ft)
- Diámetro rotor principal: 11 m (36,1 ft)
- Altura: 3,5 m (11,3 ft)
- Peso vacío: 1792 kg (3949,6 lb)
- Peso útil: 1793 kg (3951,8 lb)
- Peso máximo al despegue: 3585 kg (7901,3 lb)
- Planta motriz: 2× turboeje Turbomeca Arriel 1E2.
  - Empuje normal: 550 kN (56 084 kgf; 123 646 lbf) de empuje cada uno.

### Rendimiento
- Velocidad nunca excedida (Vne): 268 km/h (167 MPH; 145 kt)
- Velocidad crucero (Vc): 246 km/h (153 MPH; 133 kt)
- Alcance: 875 km (472 nmi; 544 mi)
- Radio de acción: 680 km
- Techo de vuelo: 5240 m (17 192 ft) (con una versión especial diseñada con 5 palas, para uso en altura, en septiembre de 2019 un H145 se posó en la cumbre del Aconcagua a 6962 m s. n. m.)

## Aeronaves relacionadas

### Desarrollos relacionados
- / MBB/Kawasaki BK 117
- UH-72 Lakota
- Eurocopter EC 135

### Aeronaves similares
- Bell 427
- Bell 429
- MD Helicopters MD Explorer
- HAL Dhruv
- AgustaWestland AW169

### Secuencias de designación
- Secuencia AS/EC_ (interna de Aérospatiale/Eurocopter): ← EC120 Colibri - EC130 - EC135 - EC145 - EC155 - EC175 - EC225 Super Puma -- AS550/AS555 Fennec - AS565 Panther - EC635 - EC645 - EC665 Tiger - EC725 - HH/MH-65 Dolphin →
- Secuencia H_ (interna de Airbus Helicopters): ← H130 - H135 - H135M - H145 - H145M - H155 - H160 →